# Alana Evans
Alana Evans (Fort Campbell, Kentucky, 6 de julio de 1976) es una actriz pornográfica estadounidense.

## Orígenes
Cuando Alana tenía tres meses de edad, su madre divorciada de su padre, un soldado del ejército de los Estados Unidos, estableció a la familia en el norte de California. Para el momento en que Alana tenía 16 años, su madre murió de cirrosis hepática por culpa del alcohol.
Alana se ha descrito como una niña poco femenina durante su crecimiento. Tuvo su primer contacto sexual con un muchacho de 14 años y su primera experiencia "real" con una muchacha de 17 años.
En 1994 Alana se graduó del Independence High School en San José (California). Fue durante ese tiempo que participó en un matrimonio mixto con un hombre negro de 18 años procreando un niño poco después. Alana y su marido disfrutaron de una relación abierta, visitaban fiestas sexuales y clubes.

## Carrera
Alana y su marido finalmente se sintieron en parte propietarios de
su club preferido, que es donde ella dice que perdió sus inhibiciones restantes. Ella se hizo estríper y bailarina del caño y consideró el trabajo del modelaje. Pero debido a una cicatriz por una cirugía de apéndice, pensó que no conseguiría el trabajo de una revista, por lo que recurrió a la industria porno a la edad de 21 años. Su primera escena fue en Real Sex Magazine 11.

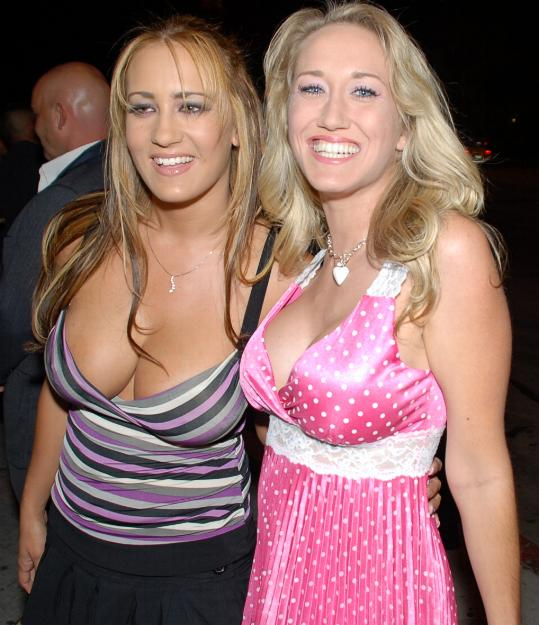
Evans junto a su compañera Trina Michaels.

Un año y medio de su carrera porno, Alana presumió de que su matrimonio era exitoso, pero poco después de eso, su matrimonio terminó cuando ella tenía 23 años. Después inició una relación con el actor pornográfico Chris Evans. Después de seis años juntos, el 30 de noviembre de 2005, ella anunció que estaban comprometidos para casarse. Alana y Chris Evans se casaron en 2006 en Santa Mónica (California).
Hasta la fecha Alana ha estelarizado cerca de 200 películas, incluyendo numerosos proyectos para Playboy TV y 30 películas softcore. Ella firmó un contrato exclusivo con SMASH Pictures a finales de 2005. También presentó un segmento en KSEXradio llamado All in the Porn Family hasta junio de 2005, así como la presentación de un show para Playboy Radio llamado Private Calls, que se emite en la red Sirius Satellite Radio.
Insatisfecha con el tamaño de sus senos, Alana tuvo que decidir entre la idea de aumentarlos quirúrgicamente o aceptar su imagen como una actriz de senos naturales. Decidió por la segunda opción diciendo: "they are going to stay real... I don't want plastic in my body" ("van a permanecer naturales... no quiero plástico en mi cuerpo").
Alana actualmente viaja como bailarina exótica y es representada por la agencia de talentos de la industria del entretenimiento para adultos Gold Star Modelling. Es también modelo y portavoz de la compañía de ropa MofoWear fundada en Southern California.

## Premios
- 2001 XRCO Premio por Unsung Siren
- 2007 Premio AVN en la categoría de mejor solo en escena sexual.[4]